# Zbigniew Mentzel
Zbigniew Mentzel (* 20. April 1951 in Warschau) ist ein polnischer Prosaschriftsteller, Essayist, Feuilletonist und Literaturkritiker.

## Leben
Mentzel besuchte das Gymnasium in Warschau und legte das Abitur 1969 ab. Von 1970 bis 1975 studierte er Polonistik an der Universität Warschau. Nach dem Erwerb des Magisters 1975 arbeitete er bis 1977 als Wissenschaftlicher Assistent am Lehrstuhl für Polnische Kultur der Universität Warschau. Von 1977 bis 1981 arbeitete er als Redakteur des Kulturteils der Zeitung Polityka. In den 1980er Jahren arbeitete er mit dem Exilverlag Puls in London zusammen und arbeitete von 1991 bis 1993 mit der gleichnamigen Zeitschrift zusammen, als sie in Warschau herausgegeben wurde. 1994 begann er, sich mit Börseninvestitionen zu beschäftigen. Daneben publizierte er weiterhin Feuilletons und Artikel in unterschiedlichen Zeitungen, wie Gazeta Wyborcza, Przekrój oder Tygodnik Powszechny.
Er wohnt in Warschau.

## Publikationen
- Pod kreską, 1990
- Laufer, 1998
- Niebezpieczne narzędzie w ustach, 2001
- Wszystkie języki świata, 2005
  - Alle Sprachen dieser Welt, von Paulina Schulz, 2006
- Czas ciekawy, czas niespokojny. Z Leszkiem Kołakowskim rozmawia Zbigniew Mentzel, 2007
- Spadający nóż, 2016

## Nominierungen und Auszeichnungen
- 2006: Finalist des Nike-Literaturpreises für Wszystkie języki świata